# جامعة تامبوف التقنية الحكومية
52°43′27″N 41°27′19″E / 52.7242°N 41.4553°E
تأسست جامعة تامبوف التقنية الحكومية عام 1958 في مدينة تامبوف في العهد السوفيتي. في بدايتها كانت عبارة عن فرع لمعهد موسكو للهندسة الكيميائية، وفي عام 1965 تخرجت أول دفعة مهندسين ليتكون عندئذ معهد تمبوف للهندسة الكيميائية ثم تحول إلى جامعة في عام 1993.
يرأس عمادة الجامعة منذ عام 2014 البروفيسور ميخائيل كراسنيانسكي.
تحتوي الجامعة على ثمان كليات أساسية تضم اثنين وعشرين تخصصا في مختلف المجالات.
الجامعة تحتوي على ستة مباني تعليمية مقسمة حسب التخصصات٬ وأربع أبنية سكنية للطلبة الروس والأجانب٬ كما تحوي الجامعة عيادات شاملة للطلبة وهيئة أعضاء التدريس في الجامعة.
نظام التدريس في جامعة تامبوف التقنية الحكومية عالمي وتعطى الشهادات وفق التسلسل التالي :
- بكالوريوس 4 سنين,
- ماجستير سنتان,
- دكتوراه ثلاثة سنين,

و تضاف للطلاب الأجانب سنة أخرى (في السنة الأولى) السنة التحضيرية للغة الروسية.
الكليات الهندسية في الجامعة :
- كلية الهندسة المدنية
- كلية الهندسة المعمارية
- كلية الهندسة المعلوماتية
- كلية الهندسة الميكانيكية
- كلية الهندسة الكهربائية
- كلية الهندسة الطبية
- هندسه نفط وغاز (قسم تكرير)
- كلية الهندسة الزراعية

## وصلات خارجية
موقع الجامعة الإلكتروني 